# Stephen Breyer
Stephen Breyer (San Francisco, 15 agosto 1938) è un magistrato statunitense, giudice della Corte Suprema degli Stati Uniti d'America dal 1994 fino al suo pensionamento nel 2022.
È stato nominato dal presidente Bill Clinton e ha sostituito il giudice in pensione Harry Blackmun.  Breyer era generalmente associato all'ala liberale della Corte. Al suo posto è subentrata Ketanji Brown Jackson, nominata dal presidente Joe Biden.

## Biografia
Breyer è nato il 15 agosto 1938 a San Francisco, California, da Anne A. Roberts e Irving Gerald Breyer. Il bisnonno paterno di Breyer emigrò dalla Romania negli Stati Uniti, stabilendosi a Cleveland, dove nacque il nonno di Breyer. Stephen Breyer è cresciuto in una famiglia ebrea della classe media. Suo padre era un avvocato, consulente legale al San Francisco Board of Education. Breyer e suo fratello minore Charles R. Breyer, che in seguito divenne giudice distrettuale federale, erano attivi nei Boy Scouts of America. Breyer ha frequentato la Lowell High School, diplomandosi nel 1955.
In seguito Breyer ha studiato filosofia alla Stanford University nel 1959 con il massimo dei voti. Ha poi ottenuto una borsa di studio Marshall utilizzata per studiare politica ed economia al Magdalen College di Oxford, laureandosi con lode nel 1961. Quindi è tornato negli Stati Uniti per frequentare Harvard Law School, dove è stato redattore di articoli della Harvard Law Reviewe e si è laureato nel 1964 in giurisprudenza magna cum laude.
Breyer ha trascorso 8 anni nella riserva dell'esercito degli Stati Uniti, inclusi 6 mesi in servizio attivo nell'intelligence strategica dell'esercito. Raggiunse il grado di caporale e fu congedato con onore nel 1965.

## Carriera legale
Breyer ha iniziato lavorato come impiegato legale per il giudice Arthur Goldberg della Corte Suprema degli Stati Uniti dal 1964 al 1965 e è stato brevemente verificatore per la Commissione Warren. Ha poi trascorso due anni presso la Divisione Antitrust del Dipartimento di Giustizia degli Stati Uniti come assistente speciale del Procuratore Generale.
Nel 1967, Breyer tornò alla Harvard Law School come professore. Insegnò alla Harvard Law fino al 1980 e tenne un incarico congiunto alla Harvard Kennedy School dal 1977 al 1980. Ad Harvard, Breyer era conosciuto come uno dei massimi esperti di diritto amministrativo.  Mentre era lì, ha scritto due libri molto influenti sulla deregolamentazione: Breaking the Vicious Circle: Toward Effective Risk Regulation e Regulation and Its Reform. Nel 1970, Breyer scrisseThe Uneasy Case for Copyright', uno di temi più citati del diritto d'autore. Breyer è stato visiting professor presso il College of Law di Sydney, Australia, l'Università di Roma e la Tulane University Law School. 
Mentre insegnava ad Harvard, Breyer ha preso diversi congedi per prestare servizio nel governo degli Stati Uniti. Ha servito come assistente procuratore speciale presso la Procura Speciale del Watergate nel 1973. Breyer è stato consigliere speciale per la commissione giudiziaria del Senato degli Stati Uniti dal 1974 al 1975 e consigliere capo della commissione dal 1979 al 1980. Egli ha lavorato a stretto contatto con il presidente del comitato, il senatore Edward M. Kennedy, per approvare l'Airline Deregulation Act che ha chiuso il Civil Aeronautics Board.

## Vita privata
Nel 1967, Breyer ha sposato Joanna Freda Hare, psicologa e membro dell'aristocrazia britannica, figlia minore di John Hare, 1° visconte Blakenham e nipote di Richard Hare, 4º conte di Listowel. Hanno tre figli adulti: Chloe, sacerdote episcopale, Nell e Michele.

## Opere
- Breyer, Stephen G.; MacAvoy, Paul W.. Regolamento sull'energia da parte della Federal Power Commission, Washington, DC, Brookings Institution, 1974 ISBN 9780815710769
- Breyer, Stephen G.; Stewart, Richard B., Diritto amministrativo e politica normativa (1ª ed.), New York, Little, Brown e &, 1979
- Breyer, Stephen (autunno 1988). Le linee guida federali sulle sentenze e i compromessi chiave su cui si basano. Revisione della legge Hofstra 1988
- Breyer, Stephen G., Rompere il circolo vizioso: verso un'efficace regolamentazione del rischio, Cambridge, MA, Harvard University Press, 1994 ISBN 9780674081147
- Breyer, Stephen, Libertà attiva: interpretare la nostra costituzione democratica, New York, 2005 ISBN 0-307-27494-2
- Breyer, Stephen G.; Stewart, Richard B.; Sunstein, Cass R.; Vermeule, Adrian, Diritto amministrativo e politica normativa: problemi, testo e casi (6ª ed.), Boston, MA, Aspen Publishers, 2006 ISBN 978-0735556065
- Breyer, Stephen, Far funzionare la nostra democrazia: il punto di vista di un giudice, New York, AA Knopf, 2010 ISBN 9780307269911
- Breyer, Stephen, La Corte e il mondo: il diritto americano e le nuove realtà globali, New York, Penguin Random House, 2015 ISBN 9781101912072
- Breyer, Stephen G.; Bessler, John D., Contro la pena di morte, Washington, DC, Brookings Institution, 2016 ISBN 9780815728900
- Breyer, Stephen G., Rompere la promessa di Brown: la resegregazione delle scuole americane, Washington, DC, Brookings Institution Press, 2020 ISBN 9780815731665
- Breyer, Stephen, L'autorità della Corte e il pericolo della politica,Cambridge, MA, Harvard University Press, 2021 ISBN 9780674269361